# Zoyzia tenuifolia
Zoysia tenuifolia é um tipo de grama nativa da Ásia, mais especificamente das Ilhas Mascarenhas e Ilhas Reunião no Oceano Índico.
Também é conhecida pelos nomes populares de grama Coreana, grama Japonesa, grama Veludo e grama Mascarenha devido a sua origem. 
Ela se adapta bem a climas secos de zonas temperadas, possui folhas macias, finas e estreitas. Ela necessita de solos férteis e bem drenados, e, sua velocidade de crescimento é lenta. 
Esta variante de grama é muito utilizada em paisagismo de jardins orientais e em campos de golfe. 

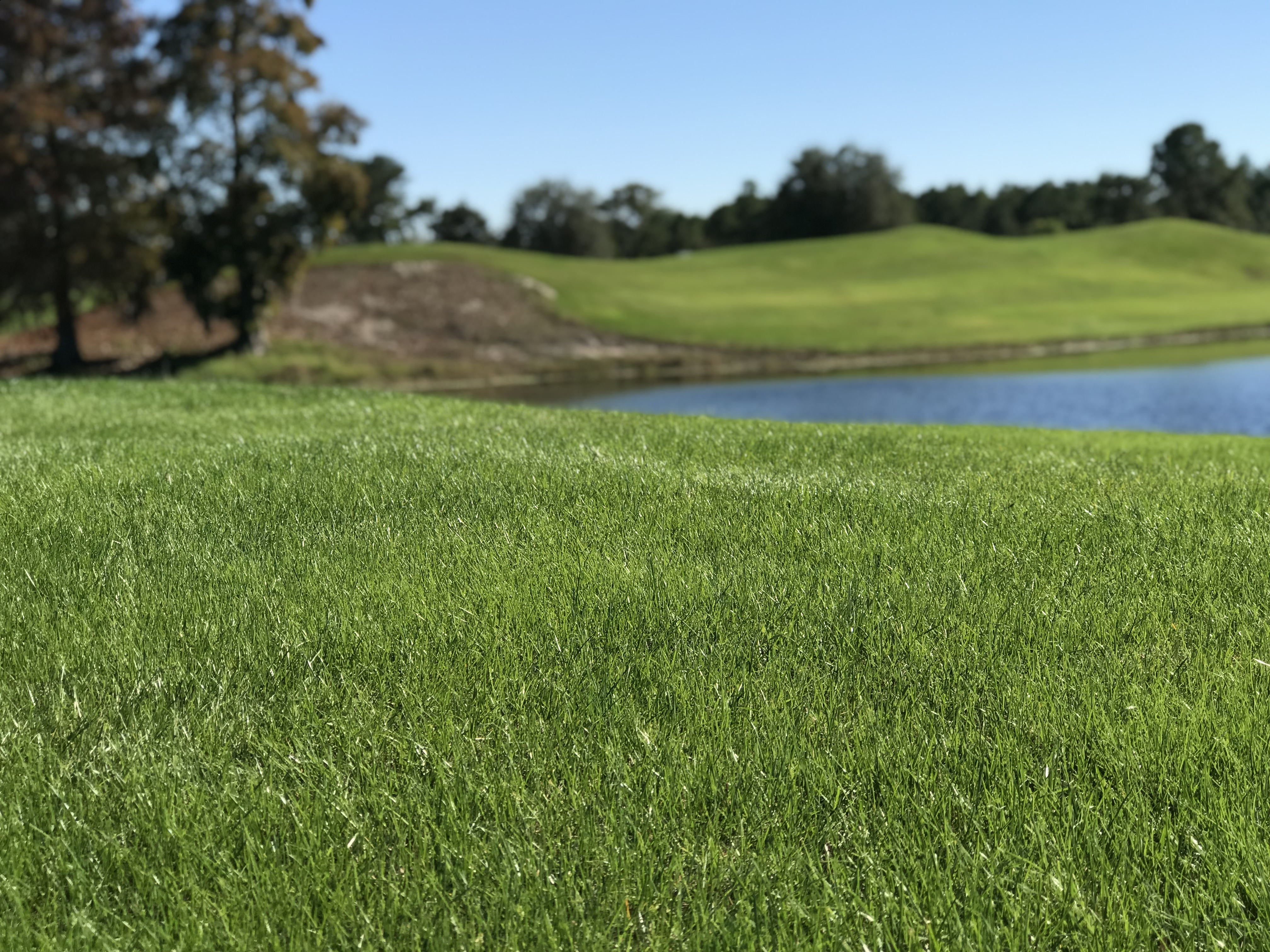
[https://realgramas.com.br/pt/grama/grama-coreana Grama Coreana

## Morfologia e características
A Z. tenuifolia é uma grama de folhas finas, macias, pontiagudas e textura macia. O gramado formado por esta grama forma tapetes densos de verde escuros.
Ela é de crescimento lento, possui ciclo de vida longo e  não possui muita resistência ao pisoteio sendo indicada a locais de baixa circulação.
Ela é uma planta que necessita de um solo rico em nutrientes e necessita irrigação constante e regular.
No Brasil, esta grama cresce 5 a 10 cm a cada seis meses e quando não podada com frequência, ela começa a formar "morrinhos". Alguns paisagistas usam esta característica a seu favor para deixar um jardim ainda mais bonito. 

## Clima e regiões
A Z. tenuifolia é uma grama que se adapta bem a climas secos e temperados, de regiões de forte calor, tolerando bem meia-sombra e é bem resistente em solos de regiões litorâneas com níveis mais altos de sal, solos arenosos e argilosos, inclusive em áreas rochosas. 
No Brasil, a Z. tenuifolia é muito utilizada em paisagismo de jardins residenciais e comerciais, e principalmente na confecção de jardins orientais e nos não muitos campos de golfe espalhados por todo o território nacional. Ela é a preferida no plantio da região do green em campos de golfe como mostrado na foto desta página. Este é um local perfeito para a grama pois são poucos os jogadores que ficam sobre a grama durante o jogo. 
Como esta grama é resistente a diferentes climas e solo, ela é plantada em qualquer época do ano no Brasil. Já em regiões de clima temperado como nos Estados Unidos, esta grama é preferencialmente plantada em regiões costeiras e quentes como na Flórida e Carolina do Sul. 

## Comercialização
A Z. tenuifolia ou grama Coreana é cortada em grameiros e geralmente vendida e transportada na forma de placas de 40 cm x 125 cm ou 40 cm x 62,5 cm em caminhões truck, bi-truck, carreta e bitrem que podem transportar de 1000 a 1500 m². 
Ela também é comercializada em pequenas quantidades em floriculturas e gardens locais e é encontrada também em centros de abastecimento e distribuição (CEASAs).
Ela é uma grama bastante procurada, porém ela é a grama de maior custo de aquisição e plantio. 

## Plantio e Manutenção
Antes do plantio da Z. tenuifolia, deve-se preparar o solo cuidadosamente pois esta grama requer um terreno de solo rico em nutrientes e om pH adequado que deve estar entre 5,8 a 7,0.  deve ser plantada imediatamente após o recebimento, colocando as placas de grama lado a lado evitando espaços livres largos entre as placas uma vez que, por possuir crescimento mais lento comparado à grama Esmeralda, ela irá demorar mais para preencher esses espaços vazios. 
Uma vez plantada, pode-se jogar um pouco de terra sobrea a grama e deve-se regar a grama diariamente por pelo menos um mês, principalmente se plantada na época do inverno.  Depois de bem estabelecida, a grama não requer muita água, e pode ser regada a até 1x por semana. 
A grama Coreana pode ser podada com pouca frequência, já que, como dito anteriormente, seu crescimento é lento. A poda geralmente é feita para fins ornamentais, para manter a altura da grama uniforme, podendo-se podar até 1,5 cm de altura como na região do Green em campos de golfe. 
A adubação constante não é necessária, porém, ela é recomendada durante a primavera. 